# خرمان سوارز فلامریچ
خرمان سوارز فلامریچ (اسپانیایی: Germán Suárez Flamerich‎؛ (زادهٔ ۱۰ آوریل ۱۹۰۷ – درگذشتهٔ ۲۴ ژوئن ۱۹۹۰) یک افسر نظامی و سیاستمدار اهل ونزوئلا بود.
او از ۲۷ نوامبر ۱۹۵۰ تا ۲ دسامبر ۱۹۵۲ رئیس‌جمهور ونزوئلا بود.